# 尼赖吉哈佐区
尼赖吉哈佐区（匈牙利語：Nyíregyházi járás），是匈牙利索博尔奇-索特马尔-拜赖格州的一个区，总面积809.61平方公里，总人口168,118人（2011年），人口密度208人/平方公里。中心城市为尼赖吉哈佐。

## 市镇
尼赖吉哈佐区包含一个州级市、3个城镇和11个村庄。